# Den Forbudte By
Den Forbudte By er betegnelse for det tidligere kejserlige palads i Beijing i Folkerepublikken Kina. Foran det gigantiske paladsområde findes Den Himmelske Freds Plads. Hovedindgangen til paladset hedder Den Himmelske Freds Port og er afbildet på Folkerepublikken Kinas emblem.
Den Forbudte By var sæde for Kinas regering under Ming- og Qing-dynastierne fra 1422, hvor den 3. Ming-kejser Zhu Di flyttede hovedstaden hertil fra Nanjing. Bygningskomplekset var  centrum for magten til 1912, hvor den sidste kejser Puyi abdicerede. Kejseren beholdt sin titel og var tvunget til at leve i byen til 1924, hvor han blev afsat som kejser.
Navnet kommer af, at almindelige folk ikke havde adgang til området i kejserperioden; kun kejserfamilien og hoffet måtte komme der.
De 980 bygninger breder sig over et areal på 723.633 m². Bygningerne er optaget på UNESCOs liste som den største samling af bevarede antikke træstrukturer. Mange af de kulturelle skatte, som fandtes i byen, blev fjernet af flygtende nationalister i 1947 og blev bragt til Taiwan, hvor de kan ses på National Palace Museum.
Den Forbudte By er optaget på UNESCOs liste over Verdens Kulturarv.
Området er brugt som kulisse i mange film, f.eks. "Karate Kid" fra år 2010.
- Wikimedia Commons har flere filer relateret til Den Forbudte By